# Italia en la Segunda Guerra Mundial

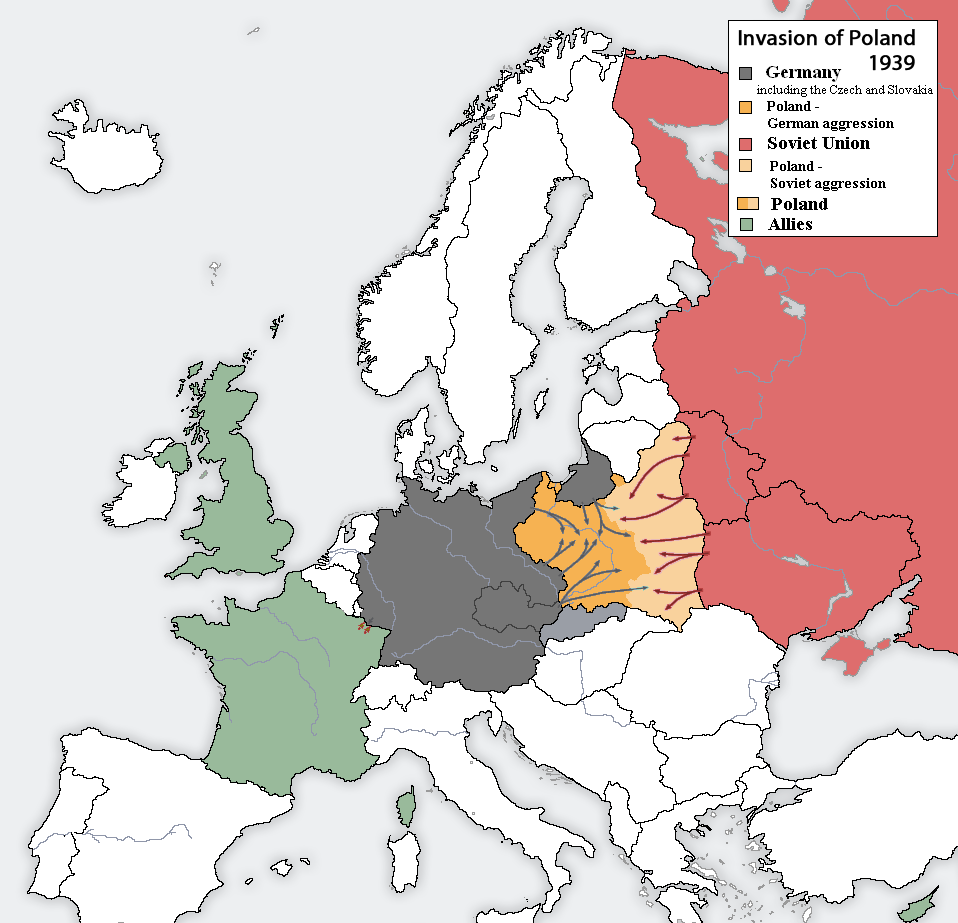
Europa al iniciarse la guerra en 1939, momento en el que Italia se declaró neutral.

La participación de Italia en la Segunda Guerra Mundial tuvo dos fases bien diferenciadas. Primero, a partir de junio de 1940, bajo el mando del dictador Benito Mussolini, luchó al lado de la Alemania nazi de Adolf Hitler contra Francia, el Reino Unido, Estados Unidos y la Unión Soviética. En 1940 Italia firmó con la Alemania Nazi una alianza conocida como el Eje Roma-Berlín, a la que se adhería el Imperio del Japón más tarde configurándose el Eje Berlín-Roma-Tokio. 
En la segunda fase, a partir del derrocamiento de Mussolini en el verano de 1943, el rey Víctor Emmanuel III y su nuevo gobierno firmaron un armisticio y se alinearon con los aliados, mientras los alemanes se hacían con el control de gran parte del país, donde crearon una estado títere, la República Social Italiana presidida por Mussolini. Así, de 1943 a 1945 hubo tropas italianas en ambos bandos del conflicto, y a veces luchan unas contra otras en lo que vino a ser una guerra civil dentro de la Segunda Guerra Mundial.
En los años 1930, Mussolini y Hitler empezaron a preparar a sus países para una guerra que pensaban que se desataría hacia 1942 o 1943. A ambos les sorprendió que Francia y el Reino Unido le declararon la guerra a Alemania en 1939 a raíz de la invasión alemana de Polonia. Por estas fechas, los aviones y blindados italianos eran muy inferiores a los aliados y el país solo tenía reservas de petróleo para unos meses. Dada la falta de preparación de Italia para la guerra, Mussolini optó inicialmente por mantenerse neutral en el conflicto. Fue solo a finales de junio de 1940, cuando Francia estaba invadida y prácticamente vencida por los alemanes, que Mussolini entró en la guerra al lado de Alemania. Su ejército atacó sin éxito el sur de Francia, si bien su intervención le permitió ocupar una parte del país tras el armisticio. Simultáneamente, las fuerzas armadas italianas emprendieron una larga lucha contra los británicos en la Batalla del Mediterráneo y el continente africano.

La Campaña de Italia (invasión de Italia por los aliados), duró desde el 10 de julio de 1943 hasta el final de la guerra en Europa el 2 de mayo de 1945.

En octubre de 1940 Mussolini ordenó la desmovilización de más de la mitad de su ejército (600 000 hombres de un total de 1 100 000) pero dos semanas después lanzó una invasión de Grecia. La resistencia fue más fuerte de lo previsto y el ejército italiano quedó estancado y sufrió fuertes bajas. Fue solo gracias a la intervención alemana en abril de 1941 que tanto Grecia como la vecina Yugoslavia cayeron en poder del Eje. Entre tanto, las tropas italianas eran derrotadas por las británicas en el África Oriental Italiana, que capituló en noviembre de 1941. En el norte de África la lucha entre los británicos y los italo-alemanes comandados por Erwin Rommel alcanzó gran resonancia mientras que un cuerpo de ejército italiano se unió a la invasión alemana de la Unión Soviética.
La victoria aliada en la batalla del Alamein en 1942 y los desembarcos aliados en Marruecos y Argelia llevaron al colapso del Eje en el norte de África en 1943, con la pérdida de muchas divisiones italianas. Las ambiciones imperiales del régimen fascista, que había aspirado a restaurar un «Imperio romano» en el Mediterráneo, se derrumbaron completamente. En julio de ese año los aliados invadieron Sicilia, que cayó en unas semanas. Mussolini fue derrocado y arrestado, el rey formó un nuevo gobierno que firmó un armisticio secreto con los aliados el 3 de septiembre. Ese mismo día los aliados desembarcaron en la península itálica. En las semanas siguientes Italia y sus fuerzas armadas, dispersas por los Balcanes, el Egeo y el frente oriental, vivieron una gran confusión, enfrentándose en ocasiones a los alemanes mientras otras tropas eran desarmadas o cambiaban de bando. Parte del ejército siguió luchando al lado de Mussolini mientras el resto se mantuvo fiel al monarca y colaboró con los aliados. Además, en el territorio controlado por los alemanes surgió un movimiento de resistencia antifascista que llevó a cabo una guerra de guerrillas. 
Las tropas aliadas avanzaron por Italia de sur a norte, sufriendo muchas bajas en batallas como la de Montecassino y tardando mucho más de lo previsto en conquistar el país. Las tropas del Eje en Italia solo se rindieron el 2 de mayo de 1945, pocos días antes de la rendición general de Alemania.

## Situación antes de la guerra

### Ambiciones imperiales

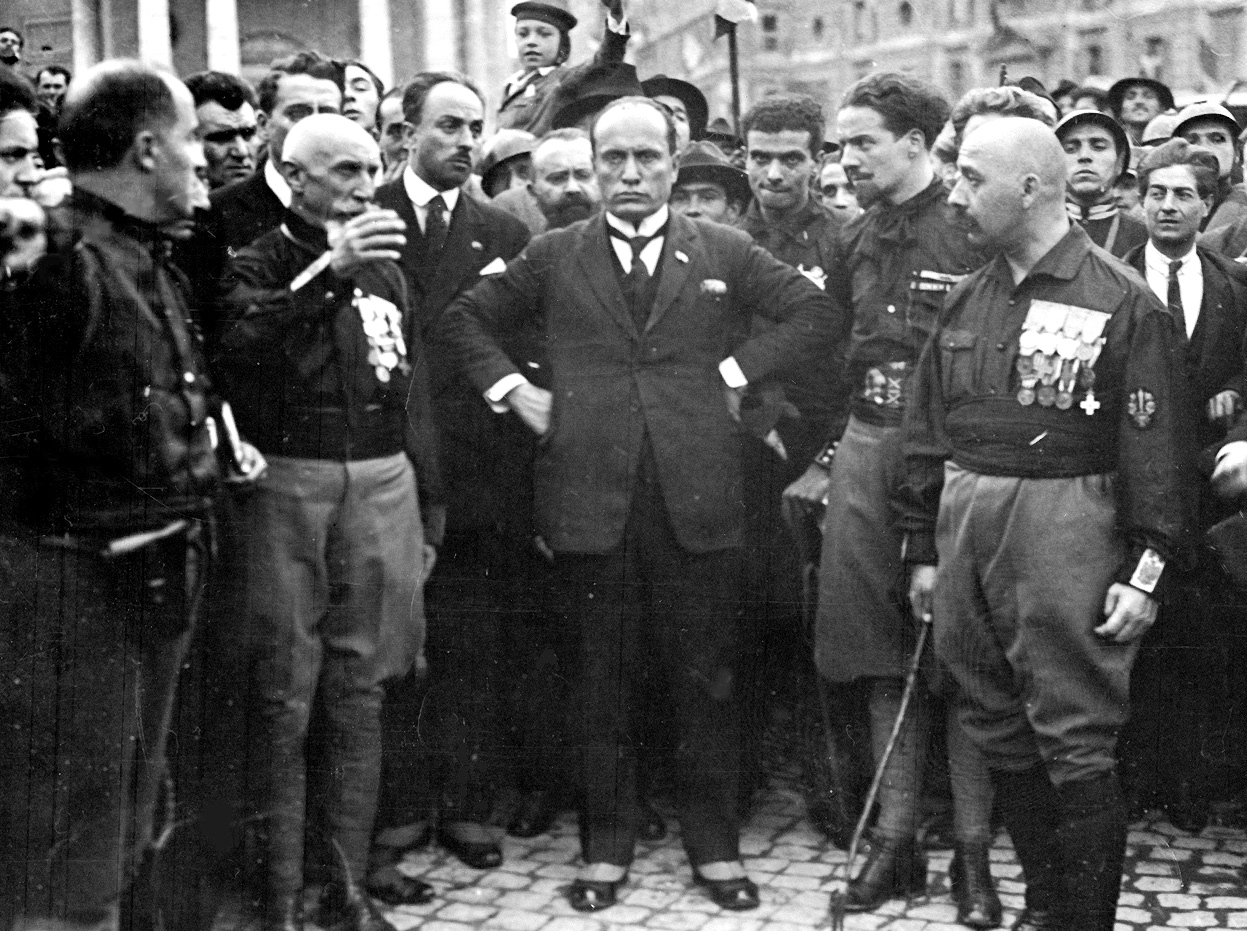
Mussolini y camisas negras, en la «marcha sobre Roma» de octubre de 1922.

Durante la década de 1920, el primer ministro italiano Benito Mussolini habló con creciente insistencia sobre la necesidad de una expansión imperial, argumentando que Italia necesitaba darle una solución urgente a su «exceso de población» y que eso, a la larga, terminaría por beneficiar a otros países, incluso los ocupados.
En 1935, Italia inició la segunda guerra italo-etíope, «una campaña colonial como las del siglo XIX, librada fuera de tiempo». La campaña contempló la posibilidad de organizar incluso un ejército etíope nativo «para ayudar a conquistar» el Sudán anglo-egipcio.
En octubre de 1938, a raíz del Acuerdo de Múnich, Italia exigió concesiones de Francia. Estas contemplaban un puerto libre en Yibuti, el control del ferrocarril Addis Abeba-Yibuti, la participación italiana en el manejo de la Suez Canal Company, alguna forma de condominio franco-italiana sobre el Túnez francés, y la preservación de la cultura italiana en Córcega, sin contactos ni vínculos con su contraparte francesa.
Ya en septiembre de 1938, el ejército italiano había elaborado planes para invadir Albania. El 7 de abril, las fuerzas italianas desembarcaron en el país y al cabo de tres días ocuparon la mayor parte de su territorio. Albania representaba un espacio vital que serviría a Italia para dar solución al tema de su superpoblación y constituiría una base para poner en marcha su proyecto expansionista sobre los Balcanes.

### Economía
El subsecretario de Estado para la Producción Bélica de Mussolini, Carlo Favagrossa, había estimado que Italia no estaría preparada para grandes operaciones militares por lo menos hasta octubre de 1942. Esto quedó en claro durante las negociaciones italo-germanas que derivaron en el Pacto de Acero, que establecía la alianza militar entre Italia y Alemania. 
Aunque se consideraba al país una gran potencia, el sector industrial italiano era relativamente débil en comparación con otras grandes potencias europeas
Entre 1936 y 1939, Italia había suministrado gran número de armas y provisiones a las fuerzas nacionalistas españolas que luchaban a las órdenes de Francisco Franco durante la guerra civil española. Además, el Corpo Truppe Volontarie ("Cuerpo de Tropas Voluntarios") también fue enviados para apoyar al general rebelde. Se calcula que el costo financiero de la guerra osciló entre 6 y 8,5 millones de liras, aproximadamente el 14 al 20 por ciento del gasto anual del país.
La escasez de materias primas minó la capacidad de las fuerzas armadas y de la industria bélica italianas; en particular, la falta de petróleo limitó el rango de operación de la marina, llegando a impedir la salida de puerto de sus acorazados.

### Fuerzas armadas
El Ejército Real italiano (Regio Esercito), por lo tanto, se encontraba relativamente empobrecido y debilitado al comienzo de la guerra. Los tanques eran de mala calidad, los tanquistas disponían de pocos equipos de radio y el grueso de su artillería contaba con piezas de la Primera Guerra Mundial. El interceptor principal de la Fuerza Aérea italiana (Regia Aeronautica) era el Fiat CR.42, que, a pesar de un diseño avanzado para un biplano, con excelentes características de rendimiento, era obsoleto en comparación con la nueva generación de cazas monoplano de otras naciones. De los aproximadamente 1760 aviones de la Regia Aeronautica, solamente 900 podrían considerarse estar operacionales. La Marina Real italiana (Regia Marina) tenía varios acorazados modernos, pero ningún portaaviones.

### Previas campañas militares

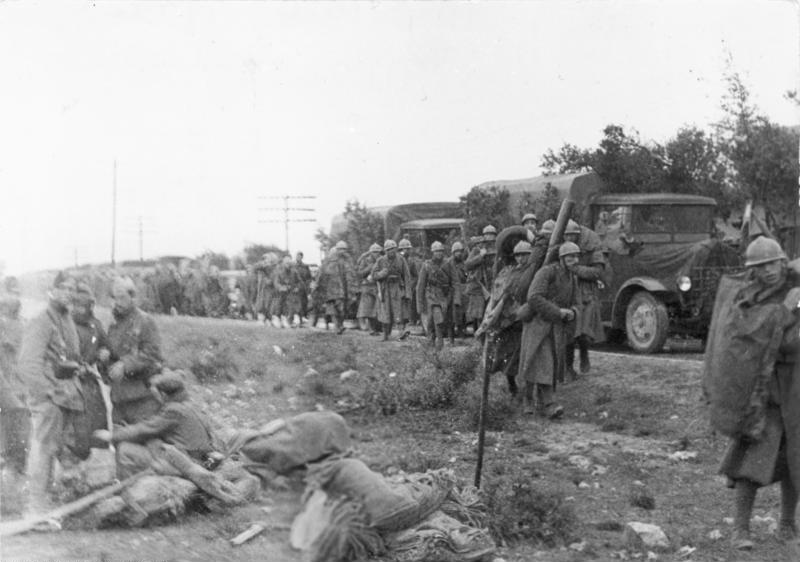
Columna de tropas italianas CTV durante la batalla de Guadalajara (guerra civil española).

Guerra de Abisinia (1935-36)
Intervención en la Guerra Civil Española (1936-39)
Invasión de Albania (1939)
A principios de 1939, mientras el mundo se centraba en la anexión de Checoslovaquia por Alemania, Mussolini decide lanzarse a la conquista del Reino de Albania. Las fuerzas italianas empezaron las operaciones el 7 de abril de 1939 y rápidamente se apoderaron del pequeño país. Desde antes de la invasión, Albania estaba dominada políticamente por Italia; una vez finalizada la campaña, se la incorporó formalmente y el rey italiano fue proclamado soberano del pequeño país. Junto con la intervención en la guerra civil española y la ocupación de Abisinia, la invasión de Albania fue una de las causas de la desestabilización de Europa y la desintegración de la Liga de Las Naciones, creada después de la Primera Guerra Mundial, lo que llevaría inevitablemente a la siguiente conflagración.

## Campañas durante la Segunda Guerra Mundial

### Ataque al sur de Francia
La declaración de guerra a Alemania por parte de Francia y el Reino Unido a raíz de la invasión de Polonia cogió por sorpresa a Mussolini. Su primera decisión fue ordenar una movilización parcial que resultó un caos porque las fuerzas armadas carecían de las instalaciones y equipamientos necesarios para acoger a los reservistas. Mussolini despidió por ello a parte del alto mando del ejército y optó por declararse «no beligerante», evitando entrar en guerra al lado de Alemania. Durante los nueve meses siguientes, Italia no realizó ni los preparativos bélicos más básicos. El alto mando italiano no elaboró planes estratégicos, rechazó el apoyo militar alemán y dejó pasar oportunidades como la toma de la por entonces desguarnecida isla de Malta.
En junio de 1940, en los últimos días de la batalla de Francia, Mussolini declaró la guerra a Francia y lanzó un ataque sobre el sur de este país. Tras cierto éxito inicial, la ofensiva italiana se estancó en la línea Alpina fortificada. El 24 de junio de 1940, Francia se rindió a Alemania y eso le permitió a Italia ocupar una franja de territorio francés a lo largo de la frontera entre ambos países. Durante esta operación, las bajas transalpinas ascendieron a 1247 muertos y desaparecidos y 2631 heridos. 2151 italianos debieron ser hospitalizados por problemas de congelamiento. Los franceses sufrieron solo 187 muertos y desaparecidos, y 42 heridos. Una consecuencia de esta declaración de guerra fue que Italia perdió de golpe un tercio de su marina mercante, que quedó internada en puertos aliados, ya que nadie avisó a los buques italianos del ataque que se planeaba.
El 11 de noviembre de 1942, tras los desembarcos estadounidenses en Casablanca, Orán y Argel, las divisiones italianas "Friuli" y "Cremona" se apoderaron de la isla francesa de Córcega.

### África Oriental

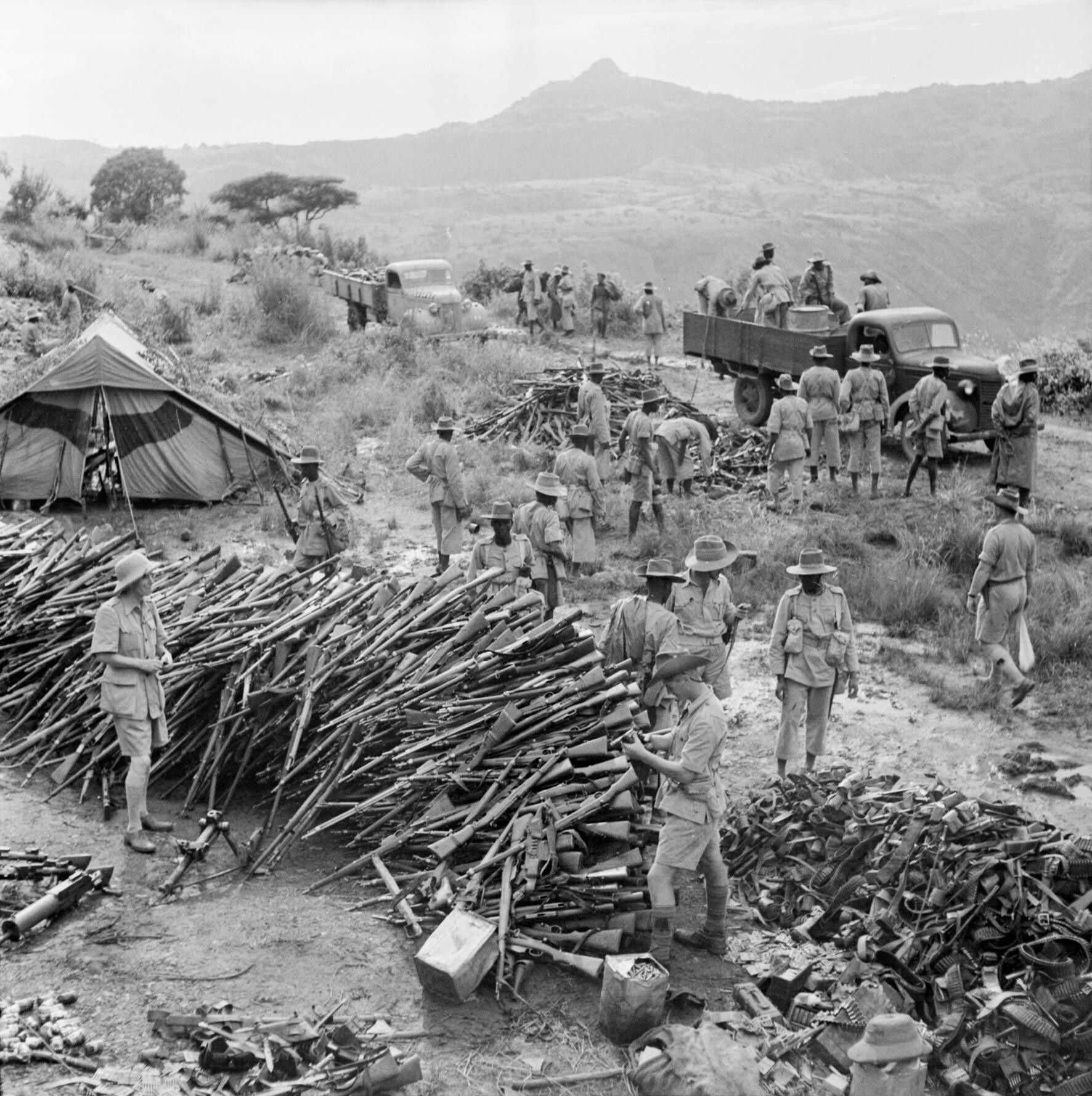
Personal británico recoge armas capturadas a los italianos en Etiopía (en ese momento llamada Abisinia) el 28 de septiembre de 1941, a pocos meses de finalizar la campaña.

Además de sus campañas en el norte de África, en julio de 1940 los italianos lanzaron operaciones ofensivas desde sus colonias de África Oriental: Etiopía, Somalia Italiana y Eritrea.
El Ejército italiano, bajo las órdenes del general Guglielmo Nasi, capturó varias ciudades y logró llegar a menos de 300 millas de Jartum. En las seis semanas siguientes, las divisiones de Nasi conquistaron la Somalilandia Británica, obligando al Ejército británico a evacuar cinco batallones de infantería de la fortaleza de Berbera y reagruparlos en Adén, al otro lado del mar Rojo.
La invasión italiana de la Somalilandia Británica fue una de las pocas campañas exitosas de la Italia fascista en la Segunda Guerra Mundial, que no contaron con apoyo de la Alemania nazi. En Sudán y Kenia, Italia capturó pequeños territorios en torno a la frontera, luego de lo cual su ejército en el Cuerno de África adoptó una postura defensiva destinada a prevenir los contraataques británicos.
La batalla de Keren determinó el destino del África Oriental Italiana. A principios de abril, después de la caída de Keren, los británicos conquistaron Asmara y Massawa. La capital etíope de Adís Abeba también cayó en abril de 1941. El virrey de Etiopía, Amadeo, duque de Aosta, se rindió en mayo en la fortaleza de Amba Alagi y al retirarse recibió honores militares. Los italianos en el este de África presentaron su última resistencia en torno a la ciudad de Gondar en noviembre de 1941.

### Invasión de Grecia

Mapa de la primera ofensiva italiana en Grecia, del 28 de octubre al 13 de noviembre de 1940.

Contraofensiva griega, del 14 de noviembre de 1940 a marzo de 1941.

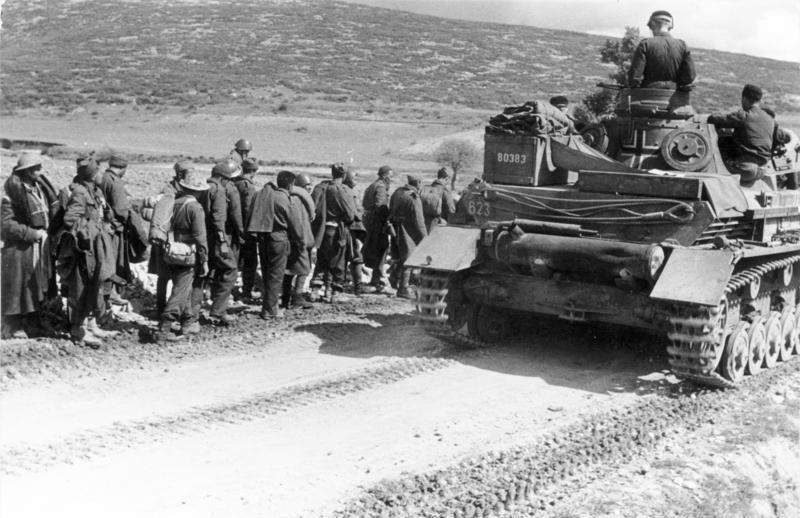
Tropas alemanas conduciendo prisioneros griegos y británicos al cautiverio en abril de 1941, tras la invasión alemana de Grecia.

El 28 de octubre de 1940, después de dos semanas de preparación, el Ejército italiano recibió la orden de cruzar la frontera greco-albanesa. Mussolini decidió atacar a Grecia en respuesta a la decisión de Rumanía de alinearse más cerca de la Alemania nazi que de Italia. Siete divisiones itálicas pertenecientes al IX y XI Ejércitos atacaron bajo el mando del general Sebastiano Visconti Prasca. Pero el Comando Supremo Italiano subestimó a los griegos y por esa razón, el empleo detrás de las líneas griegas de la Regia Aeronautica, la Regia Marina, infantes de marina y paracaidistas fue desestimado.
En la primera fase de la operación, las divisiones italianas hicieron progresos, introduciéndose hasta 25 millas a través de 4 rutas de montaña a lo largo de la frontera greco-albanesa. Pero sin escuadrones de la Regia Aeronautica cubriendo su desplazamiento desde el aire, las fuerzas griegas lograron reagruparse y pasar a la contraofensiva, empujando a los invasores bien dentro de Albania. Con el buen uso ametralladoras pesadas de fabricación francesa y alemana, morteros, artillería y el apoyo de la Real Fuerza Aérea Británica (Royal Air Force o RAF), el Ejército griego sobrepasó a las divisiones italianas, capturando 130 tanques y vehículos blindados que fueron incorporados al arsenal local. El Regio Esercito se retiró hacia Albania, pero logró mantenerse firme a lo largo de la Línea de Tomori.
Con el establecimiento de una base aérea de la RAF en Creta, en octubre de 1941, los campos petrolíferos rumanos, vitales para el esfuerzo de guerra alemán, se encontraron al alcance de los bombarderos británicos. Por esa razón, Hitler acudió en ayuda de los italianos, lo que provocó un golpe de Estado en Yugoslavia en favor del Gobierno británico.
El 13 de enero de 1941, las tropas griegas capturaron Tepelene y como resultado, el comandante del Ejército Italiano en Albania, Sebastiano Visconti Prasca, fue reemplazado por el general Ubaldo Soddu.
El 19 de febrero, se envió el Escuadrón N.º 33 de la RAF a Eleusis en ayuda de las fuerzas griegas. A finales de febrero, los tres escuadrones de cazas de la RAF en Grecia se reequiparon con los modernos cazabombarderos Hawker Hurricane.
El 7 de marzo, las primeras unidades de la 1.ª Brigada Blindada británica desembarcaron en El Pireo, el puerto de Atenas.
Entre el 9 y 20 de marzo, con refuerzos frescos, y mucho apoyo de artillería, el mariscal Ugo Cavallero pasó a la ofensiva. El centro griego era el objetivo de los principales ataques italianos, y los griegos apenas lograron mantener el terreno.
El 15 de marzo, los primeros batallones de la 2.ª División neozelandesa desembarcaron en El Pireo para hacerse cargo de la defensa del río Haliacmón. 
El 22 de marzo, treinta cazabombarderos de la Regia Aeronautica pusieron fuera de combate a varios bombarderos británicos estacionados en Paramythia.
El 2 de abril, los primeros batallones de la 9.ª División Australiana arribaron como refuerzos a El Pireo.
El 4 de abril, Stukas italianos pertenecientes a la 239a Squadriglia hundieron el destructor griego 'Proussa' en bahía Dafnila.
Al llegar el 15 de abril el IX Ejército Italiano venció a los griegos en Koritza y se dirigió hacía el Ponte Perati para cortar la retirada enemiga en Albania. Una vez que los alemanes vieron el buen progreso italiano, estos pudieron continuar su ofensiva desde el río Haliacmón hacia Servia y capturar Monte Olimpo sin prácticamente ninguna resistencia por parte de las fuerzas británicas y tomando 20 000 prisioneros griegos.
Definitivamente el 20 de abril los soldados del 4.º Regimiento de Bersaglieri conquistaron el  paso de Klisura al sur de Albania con un montón de tropas griegas rindiéndose en masa.
El 21 de abril el general Geórgios Çolakoğlu, comandante de las divisiones helenas en Albania se vio obligado a aceptar la derrota, luego de fuertes bombardeos de la Regia Aeronautica sobre la carretera que conducía al puente Perati, en la frontera con Grecia. con gran parte de sus 14 divisiones aún atrapadas dentro de Albania. Eso obligó a Çolakoğlu a entrar en contacto directo con el general Carlo Geloso, comandante del IX Ejército italiano.
El 24 de abril, Grecia se rindió formalmente a alemanes e italianos, y el país quedó dividido en tres sectores, el alemán, el italiano y el búlgaro.
El 30 de abril, el 2.º Batallón de Paracaidistas de la División Folgore cae sobre Zante, Cefalonia y San Mauro, capturando estas islas griegas y haciendo prisioneros a 250 soldados enemigos. Ese mismo día, una unidad de Camisas Negras capturó la isla de Corfú junto con el batallón griego que se había reagrupado en el interior.
Grecia en la defensa de su país tuvo más de 310 000 bajas, entre las que había más de 72 000 muertos y 240 000 prisioneros. Los refuerzos Aliados tuvieron una gran derrota en la campaña, murieron 6000 soldados entre australianos, neozelandeses y británicos; además perdieron 104 tanques, 400 cañones, 8000 vehículos y 209 aviones. Italia en la segunda contraofensiva de primavera que inició el 14 de abril en Albania sufrió 1000 muertos y 4000 heridos. Alemania sufrió 5000 bajas entre muertos, heridos y capturados. Bulgaria tuvo cerca de 1500 bajas entre las que había 400 muertos y 1100 heridos o capturados.

### Invasión de Yugoslavia
El 6 de abril, el 3.er Ejército Yugoslavo lanzó una ofensiva que tenía como objetivo expulsar al Regio Esercito en Albania, pero el general Ugo Cavallero, empleando la División Blindada Centauro, pudo detenerla a tiempo en las afueras de la ciudad de Escútari.
Ese mismo día, bombarderos italianos contuvieron un ataque de la Armada Yugoslava contra el enclave civil italiano en Zara, mientras el Regimiento de Infantería de Marina San Marco desembarcaba y se apoderaba de casi todos los buques de guerra yugoslavos.
El 7 de abril, la Fuerza Aérea Italiana obtuvo el control de los cielos al sur de Yugoslavia, y cuatro días después, el 2.º Ejército Italiano atacó Delnice al oeste de Croacia y capturó a treinta mil soldados yugoslavos. En esa misma jornada, infantes de marinos italianos se adueñaron la isla croata de Krk.
El 12 de abril, el Ejército Italiano conquistó Zara y Bencovae, y el 13, Koplik. 
Después de duros combates, el 17 de abril, Yugoslavia se rindió a las fuerzas invasoras del Eje. 
El ejército de Mussolini ocupó todo el litoral marítimo y con el país repartido entre ambas fuerzas alemanas e italianas, se constituye el Estado títere italo-alemán de Croacia, bajo el gobierno nominal de un soberano de la casa de Saboya.
En 1942 el comandante militar italiano en Croacia se rehúsa a entregar los judíos de su zona a las autoridades alemanas.

### Invasión de Creta
En 19 de mayo de 1941, los submarinos italianos 'Néréide', 'Tricheco', 'Uarsciek', 'Fisalia', 'Topazio', 'Adua', 'Dessie', 'Malaquita', 'Squalo', 'Smeraldo' y  'Sirena' ', toman posiciones frente a Creta y las bases británicas de Sollum y Alejandría en el norte de África, en apoyo de la invasión alemana.
Al día siguiente, aviones de combate de la Regia Aeronautica bombardean y cañonean a las tropas británicas, australianas y griegas que defendían el sector Rethimnon-Heraklion.
El día 21, bombarderos italianos del 41 Gruppo con base de la Isla de Rodas atacan y hunden el destructor HMS Juno.
En 26 de mayo, debido a la feroz resistencia aliada, los comandantes alemanes piden a Mussolini el urgente envío de unidades de Ejército a Creta, para desviar a las fuerzas defensivas aliadas.
El 27, una brigada de la División Regina, protegida por el destructor Crispi y los destructores escoltas Lira, Lince, y Libra, desembarcan detrás de las líneas británicas en Sitia y se une prontamente a unidades alemanes, obligando a los comandantes aliados a abandonar la defensa de Herakleion.
Un día después, bombarderos italianos del 41 Gruppo infligen daños irreparables al destructor HMS Imperial.
El 29 de mayo, los aliados se ven obligados a hundir el destructor HMS 'Hereward' que había sido seriamente dañado por la aviación alemana, y abandonado cuando lanchas torpederos italianos se acercaron para dar el golpe de gracia.

### Norte de África

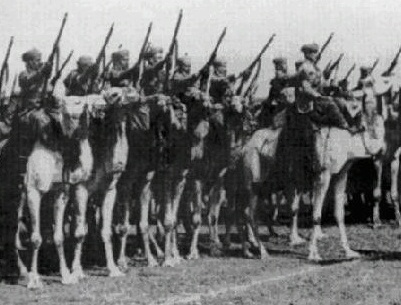
Las tropas italianas, aunque numerosas, estaban constituidas al principio, en 1940, por una mayoría de unidades coloniales libias. Como estos spahis montados en camello, que obviamente no pudieron resistir el ataque de los tanques británicos en la Operación Compass.

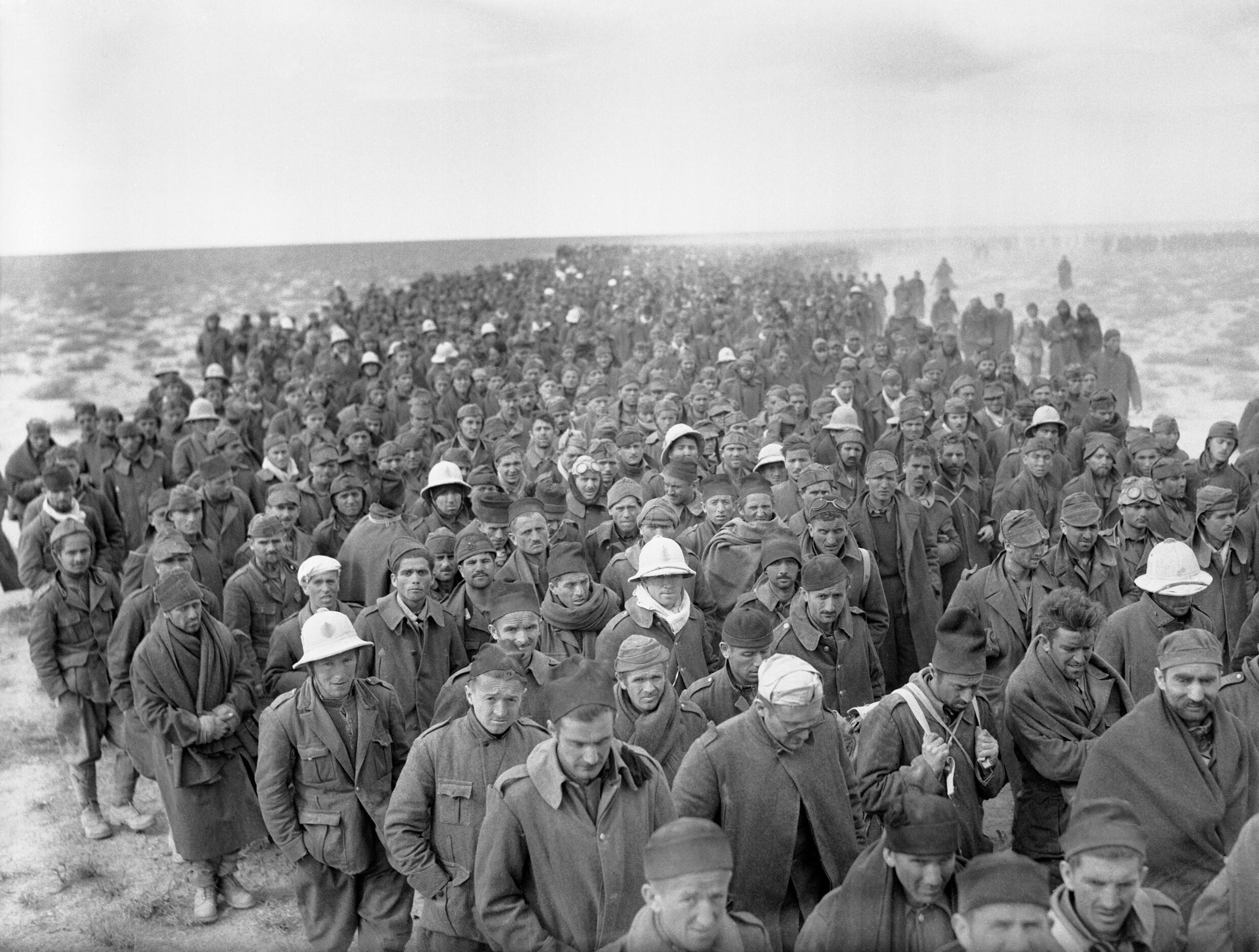
Soldados italianos tras rendirse a los británicos en la Operación Compass, enero de 1941.

El 13 de septiembre de 1940, divisiones del 10.º Ejército del general Rodolfo Graziani reconquistan la fortaleza de Capuzzo y cruzan la frontera con Egipto. Sin encontrar mucha resistencia de los 10 000 guardias fronterizos egipcios y 10 000 británicos, logran avanzar unos 100 kilómetros hasta Sidi Barrani, donde se detienen y comienzan a atrincherarse en una serie de campamentos fortificados.
El 8 de diciembre de 1940, los británicos lanzan la Operación Compass. Planeado inicialmente como un avance limitado, las tropas británicas, indias, y australianas terminan aislando al 10.º Ejército Italiano. Tomando ventaja de la superioridad aérea y el empleo de tanques británicos medianos y pesados Matilda y Cruiser, el general Richard O'Connor logra avanzar hasta El Agheila, bien adentro de Libia (un avance de 500 millas (800 km) y tomando unos 100 000 prisioneros.
El 3 de enero de 1941, los australianos atacan y capturan Bardia tomando unos 25 000 soldados italianos prisioneros. Los australianos más tarde incrementarían el número de prisioneros a casi el doble del número real, con los libros en los últimos años afirmando que 45 000 italianos fueron capturados en Bardia.
El 22 de enero, después de una batalla de dos días, los australianos capturan Tobruk y hacen 15 000 prisioneros entre los defensores italianos.
Los italianos defendiendo Tobruk rechazan el ataque de la Brigada de Infantes de Marina de Franceses Libres, lo que obliga a los blindados británicos venir al rescate de los franceses.
Durante los combates por Tobruk, infantería y tanques italianos habían contraatacado de nuevo, sobrepasanda parte del 2.º/8.º Batallón obligando tanques británicos venir al rescate de los australianos.
Como se ha dicho, los australianos han inflado el número real de cautivos durante la batalla, así como en acciones posteriores, de ahí las afirmaciones de autores de esa nacionalidad, asegurando que los mismos llegaron a 30 000.
El 24 de enero tuvo lugar la primera batalla de tanques en Mechili. La Brigada Especial Blindada (Brigata Corazzata Speciale o BCS) destruye siete tanques británicos y obliga el resto de la columna enemiga retirarse, logrando desprenderse ordenadamente cuando se produjo el contraataque británico.
El 25 de enero, el 2.º/11.º Batallón australiano ataca las unidades de la División Sabratha (apoyada por batallones de Bersaglieri de la BCS) que defienden el aeródromo de Derna y las alturas vecinas, pero avanzan lentamente debido a la determinada resistencia italiana. Mientras eso sucede bombarderos y cazas de la Regia Aeronautica intervienen y bombardean y ametrallan al batallón australiano.
El 27 de enero, el 2.º/4.º Batallón australiano apenas logra resistir los fuertes contraataques de la Sabratha en inmediaciones de Wadi Derna. Ese mismo día, la BCS embosca una columna de vehículos blindados del 6.º Regimiento de Caballería australiano y pese a que los italianos pierden una buena parte de la Sabratha, los informes elevados a la superioridad por los mandos británicos dan cuenta que pelearon bien:

Enero 30.-El tercer bastión italiano en caer en Libia-Derna, 175 millas al oeste de la frontera egipcio-fue ocupado hoy por las tropas imperiales británicas después de cuatro días de la más amarga resistencia ofrecida por los fascistas en la toda la campaña africana. La ciudad había sido defendida por menos de 10 000 italianos, las fuentes británicas revelaron, que lucharon con una violencia no encontrada en ninguna otra parte durante el avance hacia el oeste del general sir Archibald P. de Wavell.

El 5 de febrero, la vanguardia británica rodea y captura parte del 10.º ejército Italiano cerca de Beda Fomm. El 10.º Regimiento de Bersaglieri contraataca y casi sobrepasa la Plana Mayor de la infantería británica en la acción.
Para mediados de febrero, los británicos han capturado un total de 100 000 italianos (incluyendo soldados libios, policías y la milicia de voluntarios y enfermeras de los civiles locales), 845 piezas de artillería y 380 tanques. y destruyen o capturan 700 aviones italianos de todo tipo durante la Operación Compass.
Los británicos, por su parte han perdido el 80 % de sus transportes y la mayoría de sus tanques. Las pérdidas de la infantería de la Commonwealth también son importantes pues incluyen 2000 efectivos bien entrenados, resultando muertos o heridos, 1 de cada 10 soldados. Al final de la operación, las Fuerzas del Commonwealth se encontraban en completo estado de agotamiento.
Con el portaaviones HMS Illustrious puesto fuera de combate por Stukas del 96° Gruppo de la Regia Aeronautica, el general Erwin Rommel (comandante del Deutsches Afrika Korps), arriba a Trípoli sin baja alguna y recibe mucha ayuda de la Regia Aeronautica que prontamente gana control de los cielos libios durante la nueva contraofensiva.
El 21 de marzo, los australianos finalmente capturan la guarnición italiana de Giarabub, después de un asedio que duró más de 15 semanas. Durante los enfrentamientos, el comandante italiano, mayor Salvatore Castagna resultó herido; por su arrojo y determinación, se le concede la Medalla de Oro al Valor Militar en acción. Los defensores italianos sufren 250 bajas entre muertos y heridos, en tanto los australianos 17 muertos y 77 heridos.
El 31 de marzo, el general británico sir Philip Neame escribe un informe bastante crítico de la actuación de la 9.ª División australiana durante la defensa de Bengasi, advirtiendo que la inclinación de los soldados australianos por el alcohol y las mujeres podría pronto echar por tierra todo lo que se había logrado durante la Operación Compass.
El 1 de abril, la División Ariete captura El Agheila sin oposición. La quiebra de disciplina australiana y la derrota de la 2.ª División Blindada británica en la defensa de la ciudad, anima a Rommel a continuar su avance. 
El 3 de abril, las vanguardias motociclistas italianas de la Ariete y Sabratha entran en Bengasi sin oposición. Se les informa de casos de tortura, violación y muertes de mujeres italianas en manos australianas.
El 4 de abril, con sesenta tanques italianos cerca de Jebel el Akdar, las Fuerzas del Commonwealth comienzan a retirarse en tanto civiles y soldados italianos en Bengasi celebran la llegada del 3.er Batallón de Reconocimiento alemán.
El 7 de abril, la División 'Brescia' captura Tmimi, después de su evacuación por parte de la 9.ª División australiana.
El 8 de abril, el 8.º Regimiento de Bersaglieri rodea y captura a 3000 soldados británicos, indios y australianos en Mechili sin ayuda alguna alemana. Ese mismo día, las vanguardias alemanes alcanzana la fuerza italiana en Mechili y capturan a otros 800 más australianos huyendo por la carretera de la costa.
El 17 de abril, la División Trento lanza un fuerte pero inútil ataque contra Tobruk. A pesar del fracaso de Rommel en supervisar y emitir órdenes claras, y una unidad alemana de Panzer no presentándose a tiempo, los italianos pasan al asalto, pero son prácticamente neutralizados por el fuerte fuego de artillería australiano y de los tanques alemanes.
Los australianos ordenan enviar vehículo blindados Bren-Gun para flanquear y capturar a los italianos atrapados en el fuego cruzado. Este poder de fuego adicional finalmente quiebra la voluntad de los italianos, y toda resistencia cesa. Las perdidas italianas resultan ser 24 muertos, 112 heridos y 436 prisioneros, incluyendo a su comandante. El coronel italiano estaba tan furioso por ver a sus hombres disparados por la espalda propósito por los tanques alemanes que cooperó completamente con la Plana Mayor australiana. Los defensores australianos informan que «Los italianos atacaron nuestro Bn 48 y mientras se retiraban, ellos (los italianos) recibieron fuego de los tanques alemanes que se cree estaban apoyando el ataque».
El 1 de mayo, las divisiones Ariete y Brescia con la ayuda de los batallones de Bersaglieri, Guastatori y tanques lanzallamas Fiat penetran las defensas australianas, capturando a siete puntos fuertes (R2, R3, R4, R5, R6, R7 y R8) afuera de Tobruk.
El 3 de mayo, los italianos rechazan un fuerte contraataque australiano que planeaba recuperar los puntos fuertes perdidos.
La moral de los defensores australianos se ve seriamente afectado con al menos 234 casos de heridas autoinfligidas y casos psiquiátricos reportados en la 9.ª División para finales del mes.
El 15 de mayo, el 8.º Regimiento de Bersaglieri al mando del coronel Ugo Montemurro descarrila la ofensiva británica denominada Operación Brevity en el paso de Halfaya. El coronel alemán Maximilian von Herff elogiaria públicamente a la compañía antitanque Bersaglieri, diciendo que defendieron el Paso de Halfaya, «... con valor semejante al de un león hasta el último hombre, contra fuerzas enemigas más fuertes. La mayor parte de ellos murieron fieles a la bandera».
El 16 de mayo, infantería de la Brescia apoyados por tropas Guastatori armados con lanzallamas atacan al 2.º/9.º Batallón y 2.º/ 10.º Batallón, obligando a los australianos a abandonar los puntos fuertes S8, S9 y S10.
El 24 de mayo, la División 'Brescia' descalabra otro ataque británico lanzado con tanques e infantería desde Tobruk.
A mediados de junio una unidad antiaérea italiana al mando del mayor Leopoldo Pardi ayuda en contener una nueva ofensiva británica denominada Operación Battleaxe, en el paso de Halfaya.
En el mes de julio, el general australiano Thomas Blamey, decide evacuar Tobruk para evitar mayores pérdidas. Los soldados se encuentran agotados, con varios casos de cortes marciales, informes de patrulla falsificados y una creciente reticencia en participar en las patrullas nocturnas fuera de Tobruk.
En una acción nocturna, la noche del 11/12 de julio, dos patrullas de combate australianas del 2.º/12.º Batallón atacan a los elementos avanzados de la Pavía, atrincherados cerca de la Carretera El Adem. Bajo la cobertura de fuego de artillería, una de las patrullas se lanzó al ataque, pero pronto fue contenida por el fuego de las ametralladoras italianas. Tuvieron tres heridos al activar trampas caza bobos antes de reanudar su avance, capturando a tres italianos y matando o hiriendo a un número no determinado, pero perdiendo a su vez a tres otros efectivos heridos. Mientras tanto, la otra patrulla logró alcanzar el flanco del pelotón italiano apoyado por fuego de artillería, matando o hiriendo a «entre 30 y 40» italianos y capturando a otros dos, (según el Diario de Guerra del 2.º/12.º Batallón), pero perdiendo siete soldados heridos en el intento. Durante la acción, el subteniente Cesare Giacobbe, jefe del pelotón italiano del 27.º Regimiento de Infantería Pavía, ganó póstumamente la Medalla de Oro al Valor Militar. A pesar de ser herido, el joven oficial italiano disparó su fusil automático y empleó granadas de mano, ayudando cubrir la retirada del resto de su pelotón, antes de recibir un disparo por segunda vez y caer mortalmente herido.
El 21 de noviembre de 1941 durante la Operación Crusader planificado para quebrar el asedio de Tobruk, la 70.ª División de Infantería británica trata de romper las líneas de la División Bologna, pero los defensores italianos defienden exitosamente el punto fuerte Tugun, conteniendo al ataque del Batallón Escocés Black Watch.
El 23 de noviembre la División Pavía derrota con un contraataque otro fuerte intento británico en romper las líneas de defemsa de la Bologna.
El 13 de diciembre Rommel ordena las divisiones alemanas retirarse hacia El Agheila, dejando a las divisiones italianas solas resistiendo afuera de Tobruk. Ante esa situación, los generales Ettore Bastico y Gastone Gambara intervienen y ordenan Rommel enviar de vuelta a la 15.ª División Panzer con el fin de ayudar a los italianos resistiendo en la Línea de Gazala.
En enero de 1942, en la Segunda Ofensiva de Rommel, el Ejército ítalo-germano logra nuevamente ocupar posiciones afuera de Tobruk y se prepara para los nuevos enfrentamientos que terminarán con la caída de Tobruk y la toma de 35 000 prisioneros aliados. 
A finales de mayo, comienzan los choques blindados en la batalla de Gazala donde la División Trieste aferra a la 22.º Brigada Blindada británica, permitiendo a los generales Georg von Bismarck y Walther Nehring de la Afrika Korps tomar completamente por sorpresa a los británicos, atacándolos por las espaldas e infligiéndoles una fuerte derrota con la pérdida de gran número tanques y hombres.
El 1 de julio de 1942, tropas Bersaglieri adelantadas capturan a 1000 soldados neozelandeses abandonados cerca Minqar Qaim (24 millas al sur de Mersa Matruh), incluyendo a muchos de los temibles maoríes. Los soldados Bersaglieri también capturan a unos 1000 gurkhas de tres batallones que se habían escapado de los combates finales de Tobruk o que habían sido enviados tardíamente para adelante como refuerzos.
El 3 de julio, el 19° Batallón Neozelandés desaloja parte de la División Ariete, capturando a 531 hombres y varias baterías de artillería. Dos otros batallones neozelandeses atacan a la 'Brescia', pero no tienen éxito.
El 10 de julio, el 2°/48° Batallón australiano captura a 835 soldados de la División Sabratha atrincherados en Tel el Eisa, durante la primera batalla de El Alamein. Los defensores de Tel el Eisa son capturados luego de fuertes bombardeos por parte de un centenar de piezas de artillería que apoyaban el avance australiano.
El 11 de julio, el general Enea Navarini envía al 7.º Regimiento de Bersaglieri, al 46.º Regimiento de Artillería de la Trento y una compañía de tanques del Capitán Vittorio Bulgarelli de la Trieste para recuperar Tel el Eisa. Los refuerzos italianos frenan el avance australiano y los soldados Bersaglieri conquistan parte de la altura.
El 14 de julio, el 1.º Batallón del coronel Erminio Angelozzi del 85.º Regimiento de Infantería de la Sabratha, contraataca a los australianos del 2.º/24.º Batallón que defendían Tel el Eisa y recuperan completamente la posición.
El 15 de julio, las divisiones Pavía y Brescia contienen en Ruweisat Ridge el ataque nocturno de la 2.ª División Neozelandesa. Cientos de atacantes aliados son capturados al amanecer con la llegada de blindados alemanes.
El 16 de julio, el 2.º/23.º Batallón australiano intenta retomar Tel el Eisa, pero son rechazados después de sufrir fuertes pérdidas por la artillería italiana.
El 17 de julio, la Trento con el apoyo de infantería y tanques de la Trieste sobrepasó en un contraataque parte de la 9.ª División Australiana, capturando a no menos de 200 australianos.
El 22 de julio, las divisiones Brescia y Trieste resisten toda una noche un nuevo ataque nocturno de la 2.ª División Neozelandesa en Ruweisat Ridge y con las primeras luces del día 800 atacantes aliados son capturados con la llegada de blindados alemanes. Los jefes de los Regimientos de Infantería 65.º y 66.º de la División Trieste (los coroneles Gherardo Vaiarini de Piacenza y Umberto Zanetti) pierden la vida combatiendo al lado de sus conscriptos en las altura y son póstumamente condecorados.
El 27 de julio, el 3.º Batallón del 61.º Regimiento de Infantería de la División Trento atrincherado en Miteiriya Ridge, contiene el ataque nocturno del 2.º/28.º Batallón Australiano.
Con los tanques alemanes todavía en camino, el Escuadrón de Reconocimiento Blindado Trieste rodea y captura cerca de 500 soldados australianos del 2.º/28.º Batallón que con las primeras luces del día, quedó completamente expuesto.
Los ataques blindados alemanes e italianos, y los oficiales, suboficiales y conscriptos italianos atrincherados en primera línea salvan a Rommel de una derrota segura en la Primera Batalla de El Alamein, y el comandante de la Afrika Korps lo reconoce:

Los italianos mostraron buena predisposición y camaradería en la primera línea. No cabe ninguna duda de que los logros de todas las unidades italianas, especialmente los elementos motorizados, superaron completamente cualquier otra acción del ejército italiano en los últimos 100 años. Muchos generales y oficiales italianos ganaron nuestro respeto como hombres y como soldados.

En la noche del 13 al 14 de septiembre, los británicos intentan un desembarco anfibio cerca de Tobruk, pero son derrotados por el 1° Regimiento de Infantería de Marina San Marco e 6 baterías de cañones antiaéreo de 90 mm de fabricación italiana que incendian al destructor británico HMS Sikh. Cazabombarderos italianos del 13° Gruppo intervienen y hunden al destructor británico HMS Zulú. Los invasores pierden casi 300 hombres con los comandos británicos informando la pérdida de 81 hombres, y la Real Armada admitiendo la pérdida de otros 217 hombres más. Las pérdidas del Eje en la acción son quince italianos y un alemán muerto y 43 italianos y 7 alemanes heridos. Casi 580 de los atacantes británicos son capturados con otros 30 comandos del Grupo del Desierto de Largo Alcance (Long Range Desert Group o LRDG) más capturados afuera de Tobruk. 
De acuerdo a lo manifestado por los sobrevivientes del HMS 'Sikh', el destructor británico fue hundido por los cañones italianos de defensa costera de 155 mm (6 pulgadas):

El Sikh fue hundido por el fuego cruzado de dos baterías de cañones de seis pulgadas, que prisioneros liberados explicaron que habían sido montados especialmente en previsión de la incursión. A pesar de ese fuego y el posterior bombardeo de embarcaciones pequeñas, después de evacuada la nave, el Sikh perdió sólo 17 hombres, aunque muchos pertenecientes a la fuerza de desembarco de infantes de marina también se perdieron.

Durante la Batalla de Alam el Halfa (desde el 30 de agosto hasta el 5 de septiembre de 1942), la División 'Bologna' y el 433o Regimiento de Infantería alemana atacan a varias unidades de indios, sudafricanos y neozelandeses atrincherados en Ruweisat Ridge, y logran capturar a la fortaleza Point 211. Aunque la Historia Oficial Neozelandesa de la Segunda Guerra Mundial se refiere a la acción principalmente italiana simplemente como «fintas», un historiador militar británico ha señalado que fue un peligroso avance requiriendo una fuerte contraataque:

En el centro de la frente británica una buena división italiana, la Bologna, encabezo un fuerte ataque en Ruweisat Ridge, y un considerable contraataque fue requerido para expulsarlo del terreno que había ganado.

Los ataques del Eje son detenidos y las fuerzas del Commonwealth contraatacan en la Operación Beresford, el 4 de septiembre. La Segunda División Neozelandesa sufre un serio revés a manos de los paracaidistas italianos de la División Folgore. Tal como señala el coronel Fritz Bayerlein (uno de los oficiales claves de Rommel):

Un ataque de nuestra Luftwaffe contra de la 10a División hindú, que se agrupaba para un contraataque contra el centro de nuestras líneas, hizo que las unidades que estaban reunidas allí fueran dispersadas. Los otros ataques lanzados por otras unidades contra nuestros flancos, especialmente los neozelandeses, fueron demasiado débiles para poder efectuar una penetración y eso permitió rechazarlos. Un ataque nocturno llevado a cabo contra el Cuerpo Italiano X provocó fuertes pérdidas entre los británicos. Un buen número de enemigos yacían muerto en el campo de batalla y otros 200 más fueron hechos prisioneros, entre ellos el general Clifton, comandante de la 6.ª Brigada Neozelandesa.

Las divisiones Trieste, Brescia junto a la 90.a Ligera, reforzadas por los tanques de las divisiones Ariete y Littorio y batallones de Bersaglieri, contraatacan en el área de la Depresión Munassib al 26° Batallón Neozelandés, la 5a Brigada Neozelandesa y la 132a Brigada 'Kent' británica, obligándolos a retroceder hasta sus líneas de partida, después de que lambas fuerzas (neozelandeses y británicos) hiciesen buenos progresos.
En la noche del 29 al 30 de septiembre, la 131.ª Brigada británica 'Queen' con el apoyo de los tanques de la 4a Brigada Blindada lanzan la Operación Braganzar con el objeto de capturar el área de Deir el Munassib a través de las líneas italianas. En el combate nocturno, la División Aerotransportada Folgore mantiene sus posiciones, infligiendo más de 300 pérdidas al enemigo. Los shockeados soldados británicos dirían más tarde que soldados Fallschirmjägers (Paracaidistas alemanes) lograron desbaratar la Operación Braganzar, pero el diario de guerra de la Afrika Korps señala que los paracaidistas italianos  «aguantaron la mayor parte del ataque. Lucharon bien y infligieron fuertes perdidas al enemigo».
El 13 de octubre, el general Alessandro Predieri, comandante de la División 'Brescia' pierde la vida en una misión de reconocimiento de las primeras líneas en Alamein.
El 24 de octubre, las divisiones 'Ariete', 'Brescia' y 'Folgore' rechazan los primeros ataques británicos en la Segunda Batalla de El Alamein.
En un contraataque lanzado el 26 de octubre, el 12° Regimiento de Bersaglieri obliga al 2°/17° Batallón australiano abandonar la Colina 28.
El 28 de octubre, la División Blindada Littorio sobrepasa parte de la 133a Brigada, capturando a 300 soldados británicos.

A final del mes, el 10° Batallón de Bersaglieri rechaza a varios ataques australianos, ganando la admiración en sus reportajes de la 90.a Division Ligera alemana.
El 2 de noviembre, los antitanquistas del 12.º Regimiento Bersaglieri se mantienen firmes sus posiciones en Tel-el-Aqqaqir y destruyen cerca de 70 tanques británicos.
El 3 de noviembre, las divisiones Ariete, Trieste y Trento cubren exitosamente el retrocedo de Rommel y la Afrika Korps.
El 6 de noviembre, el Alto Mando Alemán hace público el rol de la Ariete, Littorio, Folgore y el Cuerpo de Bersaglieri en El Alamein, «los británicos fueron hechos pagar por su penetración con enormes pérdidas humanas y materiales. Los italianos lucharon hasta el último hombre.»
Poco después de la batalla final de El Alamein, Rommel en una entrevista concedida a la radio Roma informa que:

El soldado alemán ha impresionado al mundo; sin embargo, el soldado italiano Bersaglieri ha impresionado al soldado alemán.

El 8 de noviembre, la Operación Torch se pone en marcha con 107 000 soldados aliados, en su mayoría estadounidenses, desembarcando en Casablanca, Orán y Argel. Temiendo que Rommel pronto será desbordado, unidades aéreas y terrestres del Eje en Sicilia parten a reforzar Túnez. 
A mediados de noviembre, la División Superga juega un rol importante en el rechazo de la 78a División británica.
El 21 de noviembre, refuerzos de la 50a Brigada Especial italiana bajo el mando del general Juan Imperiali di Francavilla, ayuda a los paracaidistas alemanes a rechazar una fuerte columna de tanques estadounidenses fuera de Gabes.
El 22 de noviembre, una columna de tanques italianos de la 50.ª Brigada obliga a los paracaidistas estadounidenses a abandonar Gafsa.
Durante la Batalla de Tebourba, el 10.º Regimiento de Bersaglieri y el Regimiento San Marco capturan el 3 de diciembre a 300  paracaidistas aliados de los coroneles John Frost y Edson Raff que operaban cerca de Pont du Fahs y Donar Cheti.
El 13 de diciembre, la División Blindada Centauro obliga a una importante fuerza blindada británica a retirarse de El Agheila. En su diario, Rommel reconoce la importancia de esa acción:

A última hora de la mañana, una fuerza superior enemiga, lanzó un ataque contra el Grupo de Combate Ariete, que se encontraba al sur-oeste de El Agheila, con su flanco derecho desplegado en Sebcha Chebira y su izquierda uniéndose con la 90.a División Ligera. Una lucha amarga se entabló contra 80 tanques británicos y duró casi diez horas. Los italianos ofrecieron un magnífico combate, por lo que se merecen el máximo reconocimiento. Finalmente, en la tarde, los británicos fueron rechazados por un contraataque del regimiento blindado de la Centauro, dejando 22 tanques y 2 caros blindados incendiados o dañados en el campo de batalla. La intención británica de cortar la retirada de la División Ligera 90a se vio frustrada.

Durante la Batalla del paso de Kasserine, unidades alemanas del Kampfgruppe Deutsches Afrika Korps y la 21.ª División Panzer del general Fritz von Broich fracasan en sus ataques en los pasos de Sbiba y Kasserine, pero los italianos en la forma de la División Blindada Centauro obtienen éxito con el Cuerpo de Bersaglieri sobrepasando al 19° Regimiento de Ingenieros de Combate estadounidense del coronel Anderson Moore. Cuando ataca un batallón de tanques de la Centauro por el paso de Kasserine los italianos abren más camino, y una columna de panzers logra atravesarlo antes de girar al norte hacia Thala.
El 2 de febrero hasta el 9 de abril los Aliados quedaron detenidos por la resistencia de la División Blindada Centauro en la batalla de El Guettar, y también por soldados del Raggruppamento Sahariano del general Alberto Mannerini en El Hamma Ridge, sin embargo aprovecharon para envolverlos y el 8 de abril con potentes ataques rompieron las líneas del Eje, con la Primera División Blindada Estadounidense reconociendo la pérdida de 304 muertos, 1265 heridos y cuarenta tanques.
En la primera semana de mayo de 1943, el general Hans-Jürgen von Arnim entra en negociaciones secretas de rendición con los aliados, mientras que varios generales de la DAK vuelven a Alemania y 130 000 soldados alemanes prácticamente dejan de combatir y se rinden en masa, a pesar de contar con 1000 piezas de artillería, 250 tanques, petróleo y suministros para seguir luchando.
El 6 de mayo, el general Lucian King Truscott, comandante de la Tercera División de Infantería estadounidense y el general Ernest Nason Harmon, comandante de la Primera División Blindada estadounidense, informan que los alemanes atrincherados en la montaña dominante con vistas al mar mediterráneo han dejado de combatir.
El 9 de mayo, el general Hans-Jürgen von Arnim junto con 80.000 soldados alemanes, se rinde sin consulta previa con el general Giovanni Messe.
El 13 de mayo, el 1.º Ejército Italiano bajo el mando de Messe (promovido durante la noche anterior a Mariscal del Campo), después de haber derrotado todos los ataques  de la División Británica Black Cat y los famosos goums marroquíes de las Fuerzas Francesas Libres, se rinde a los aliados.

### El Mediterráneo
El 10 de enero de 1941, bombarderos Savoia-Marchetti de la 279a Squadriglia, armados con torpedos dispersan a los cazabombarderos Fulmar que protegían al portaaviones británico HMS 'Illustrious'.
El portaaviones es atacado repetidamente como consecuencia, sufriendo graves daños estructurales por bombas que explotan muy cerca en el mar y unos 30 muertos cuando el elevador de aviones es alcanzado y seriamente dañado por una bomba pesada lanzada por Stukas italianos (armados con bombas de mil libras) pertenecientes al 96 ° Gruppo del Capitán Ercolano Ercolani .
El portaaviones se ve obligado a regresar a Malta para comenzar reparaciones, lo que permite la llegada de la Afrika Korps al norte de África. Ese mismo día, el crucero ligero británico HMS 'Bonaventure' hunde cerca de Pantelleria al destructor italiano 'Vega'.
Entre el 25 al 28 de febrero, la Regia Marina ayuda a la guarnición italiana de la Isla de Kastellorizo a derrotar a 500 comandos británicos que intentaban apoderarse de la isla cerca de Turquía
El 14 de marzo, aviones de combate de la RAF operando desde Paramythia, Grecia, hunden el buque hospital italiano Po afuera de Valona en Albania. Uno de los sobrevivientes del buque es la enfermera Edda Mussolini, la hija mayor de Benito Mussolini.
El 26 de marzo, mientras se encuentra anclado en la bahía de Suda, al norte de Creta, el crucero HMS 'York' es seriamente dañado por comandos navales de la Decima Flottiglia MAS, quienes llegan en los destructores Francesco Crispi y Quintino Sella.
El 15 de abril, se pierden a los destructores Baleno y Luca Tarigo de la Regia Marina, junto con cinco barcos mercantes italianos que navegaban cerca de Túnez, pero hunden al destructor HMS Mohawk.
El 20 de mayo, el destructor italiano 'Curtatone' se hunde después de chocar contra una mina en el mar Egeo, parte del Mediterráneo.
Al día siguiente, el destructor italiano 'Carlo Mirabello' se hunde tras chocar contra otra mina en la costa Griega.
El 29 de junio, los Stukas italianos de la 239ª Squadriglia hunden el destructor australiano HMAS 'Waterhen'.
El 30 de julio, el destructor italiano 'Achille Papa' hunde el submarino HMS 'Cachalot' cerca de Malta.
El 20 de septiembre, comandos navales de la Decima Flottiglia MAS operando cerca de Gibraltar, hunden 2 petroleros 'Fiona Shell' y 'Denby Dale' y el carguero 'Durham'. Los comandos italianos logran escapar nadando hasta las costa española.
El 27 de septiembre, bombarderos italianos atacan y ponen fuera de combate al acorazado británico HMS 'Nelson'.
El 13 de octubre, bombarderos de la RAF hunden en cercanías a Trípoli el escolta de destructor 'Pleiadi' de la Regia Marina.
El 9 de noviembre, los destructores italianos 'Fulmine' y 'Libeccio' son hundidos por el Force K afuera de Trípoli.
El 1 de diciembre, el destructor italiano 'Alvise Da Mosto' es hundido por el Force K británico afuera de Trípoli. Una mina italiana hunde el submarino HMS 'Perseus' en la costa de Zante, Grecia. También en este día, bombarderos torpederos de la 279 ° Squadriglia ponen fuera de combate al destructor británico 'Jackal' frente a Derna, Libia
Entre el 15 al 19 de diciembre, la Regia Marina burla el bloqueo británico cuando un convoy proveniente de Nápoles (nombrado M42) arriba sin perdidas a Bengasi, con gran cantidad de combustible y tanques para la Afrika Korps. Los buques de guerra italianos que participan en la misión (personalmente conducidos por el Almirante Angelo Iachino, el comandante en jefe de la Regia Marina), los acorazados Caio Duilio, Littorio, Andrea Doria y Giulio Cesare, cuatro cruceros, 13 destructores y seis submarinos, habían intentado enfrentar el 15°  Escuadrón de Cruceros del contralmirante Pilip Vian, reforzado por la Fuerza K, la flotilla británica asignado para proteger los convoyes de Malta. El grupo de superficie británico que comprende los cruceros Carlisle, Neptune y Ajax y siete destructores que protegen el petrolero naval Breconshire, retroceden después que varios buques son casi alcanzados por el fuego naval italiano. Los buques navales italianos reanudan sus puestos de escolta poco después del anochecer. El 19 de diciembre, mientras se dirigen a interceptar parte del convoy M42, la Fuerza K entra en un campo minado italiano a 20 millas al este de Trípoli, perdiendo al crucero HMS Neptune y el destructor HMS Kandahar, en tanto el crucero HMS Aurora sufre daños graves.
En junio de 1942 se registró la Batalla de Mediados de Junio, en que los aliados se enfrentaron a las fuerzas aéreas y navales de Italia y Alemania durante el desarrollo de dos operaciones de abastecimiento de la isla de Malta conducidas por la Royal Navy británica (que comprendía también unidades australianas y polacas), llamadas en código Harpoon y Vigorous. Tales operaciones – ejerciéndose en una zona del Mediterráneo muy amplia – estuvieron definidas con base en las rutas: de Alejandría de Egipto la Vigorous y de Gibraltar la Harpoon, convergentes ambas sobre Malta en un arco temporal de cinco días.
27 de noviembre: el destructor de escolta 'Circe' de la Regia Marina se hunde en la costa siciliana después de ser embestido accidentalmente por un buque mercante al que escoltaba.
El 2 de diciembre, el destructor 'Folgore' es hundido frente a Túnez por la fuerza británica Q (Force Q). Ese mismo día, el escolta de destructor 'Lupo' es hundido por destructores de la Royal Navy.
El 4 de diciembre, el crucero italiano 'Muzio Attendolo' es hundido en el puerto de Nápoles por bombarderos estadounidenses.

### Frente ruso

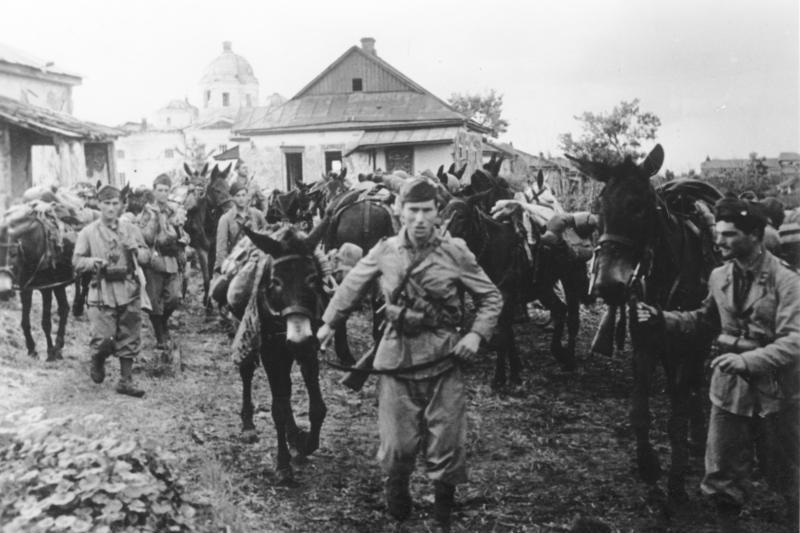
Soldados del ARMIR, con mulas de carga en la URSS, 1942

En julio de 1941, unos 62 000 soldados del Cuerpo Expedicionario Italiano en Rusia (Corpo di Spedizione Italiano en Rusia, o CSIR) son enviados al frente ruso para apoyar la invasión alemana de la Unión Soviética (Operación Barbarroja).
Los alemanes ordenaron a la División Pasubio cruzar el río Dnieper en apoyo a la 111.ª División de Infantería Alemana. El 3.º Regimiento de Bersaglieri fue encargado de encabezar el asalto. Esta operación, cuyo objetivo era cortar la ruta de escape de los soviéticos, se completó con éxito los días 11 y 12 de agosto.
El 14 de agosto, el general Eugen Ritter von Schober, comandante del 11.º Ejército alemán, felicita a los italianos: La rápida marcha ejecutada por la División Pasubio, a pesar de los problemas ambientales, contribuyó en gran medida a la acción victoriosa del 11.º Ejército.
Del 20 al 26 de agosto de 1941 durante la Primera Batalla de Kiev, los rusos montaron varios contraataques a lo largo del río Don. Pero el 3.º Regimiento de Bersaglieri, 4.º Batallón de Camisas Negras y dos regimientos de caballería Savoia agregados frustraron todos los esfuerzos rusos para romper por la cabeza de puente italiana.
El 30 de septiembre de 1941, las tropas italianas sobrepasan a varias unidades cerca Petrikowka, capturando a 15 000 soldados rusos.
El 20 de octubre, el 20.º Batallón de Bersaglieri obliga a una división completa de fusileros soviéticos a abandonar la defensa de la ciudad ucraniana de Stalino.
El 14 de noviembre de 1941, se informa oficialmente en Berlín y Roma que la División Pasubio ha quebrado las defensas en la cuenca del Donéts, forzando a los defensores rusos a retirarse a Voroshilovgrad.
El 12 de diciembre, el comandante de la División Torino, general Ugo de Carolis, pierde la vida operando al frente de sus hombres y obtiene póstumamente la Eisernes Kreuz (Cruz de Hierro) alemán.
El 26 de diciembre, los italianos (con el apoyo de blindados alemanes) sobrepasan parte de la 733.ª División soviética atrincherada en Mijailovka.
El 27 de diciembre, los italianos reconquistan las alturas de Kurgun Ostriy.
El 28 de diciembre, el 63.º Batallón de Camisas Negras y 25.º Batallón de Bersaglieri se apoderan de Koljoz Voroshilova y Rassipnoy.
El 30 de diciembre, el 18.º Batallón de Bersaglieri sobrepasa parte de la 296.ª División soviética.
En julio de 1942, Mussolini envía al frente ruso las divisiones Sforzesca, Ravenna, Cosseria, Vicenza, Tridentina, Julia y Cuneense y el CSIR del general Giovanni Messe pasa a denominarse ARMIR (Armata Italiana in Russia - Ejército Italiano en Rusia). 
El 6.º Regimiento de Bersaglieri fue enviado al sector sureño de Járkov en julio de 1942, y sus primeros encuentros fueron exitosos, tomando un número de pueblos y ciudades (Ivanowka y Krasnij Lutsch) y cinco mil prisioneros.
El 3 de agosto, lanchas torpederas italianas dejan fuera de acción al crucero ruso Molotov.
El 24 de agosto la Savoia Cavalleria sobrepasa parte de la 304.ª División soviética en las estepas de Isbuschenski.
Durante los próximos dos días las tropas italianas rechazan los contraataques rusos en las estepas de Isbuschenski.
A mediados de noviembre, la inteligencia alemana confirma que el 5.º Ejército Blindado Ruso se está concentrando para emprender operaciones en el sector italiano. A pesar del inmenso peligro, un oficial de enlace alemán en la División Cosseria informa que los oficiales italianos junto con los oficiales de la División Ravenna estaban convencidos de que sus hombres iban a poder contener los ataques rusos.
El 12 de diciembre de 1942, tropas italianas de reconocimiento penetran las defensas rusas y regresan con prisioneros y botín de guerra.
El 16 de diciembre, a las 08.00 horas, los rusos lanzan la Operación Saturno, que tiene como objetivo romper las líneas italianas con 15 divisiones y por lo menos (inicialmente) 100 tanques pesados. Las divisiones Cosseria y Ravenna, aunque combaten en inferioridad numérica 9-1, logran mantener sus posiciones durante cuatro días con el apoyo de la  División Sforzesca, tal como demuestran los registros alemanes.
El 19 de diciembre, la plana mayor italiana ordena el repliegue de las fuertemente presionadas divisiones a nuevas líneas defensivas italianas porque los refuerzos blindados alemanes llegaron demasiado tarde.
El 20 de diciembre, tal como los periódicos del mundo informan, los  refuerzos de la División Sforzesca y blindados alemanes continúan combatiendo afuera de Stalingrado, enfrentando valerosamente a fuertes formaciones de infantería y cientos de tanques rusos.
El ataque ruso causa mucho pánico entre los que oficiales de la Wehrmacht y las unidades de combate de apoyo alemanas en el sector italiano. La 298a División alemana, situada entre las Divisiones Ravenna y Pasubio, se retira sin autorización, así como los oficiales de enlace alemanes en la sede del 35.º Cuerpo Italiano, abandonando sus puestos y dejando a los italianos solo para contener a los ataques rusos.
En la batalla de Stalingrado, el 8.º ejército Italiano sufre graves pérdidas (unos 20 000 muertos y 64 000 capturados) cuando los rusos aíslan a las fuerzas alemanas en Stalingrado, atacando a los Ejército Húngaro, Rumano, Alemán, con las divisiones italianas protegiendo los flancos del último.

### Invasión aliada de Sicilia

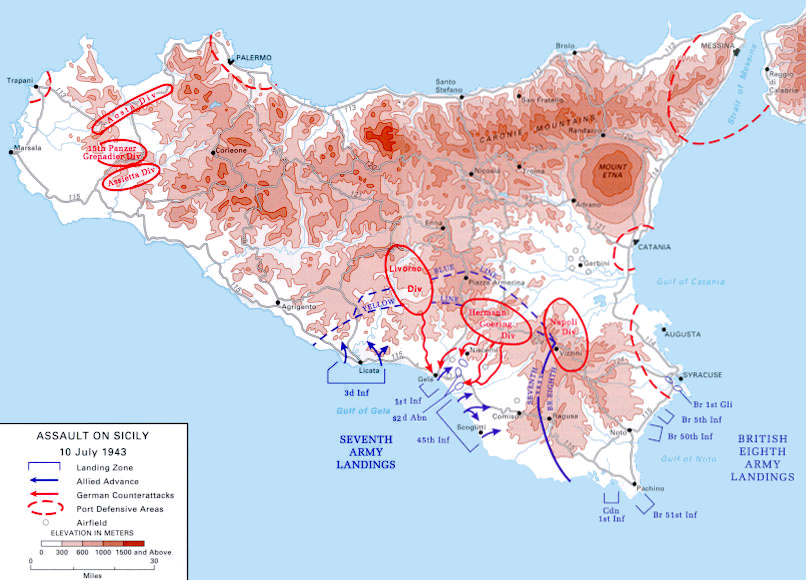
Mapa de las operaciones militares en Sicilia durante los desembarcos.

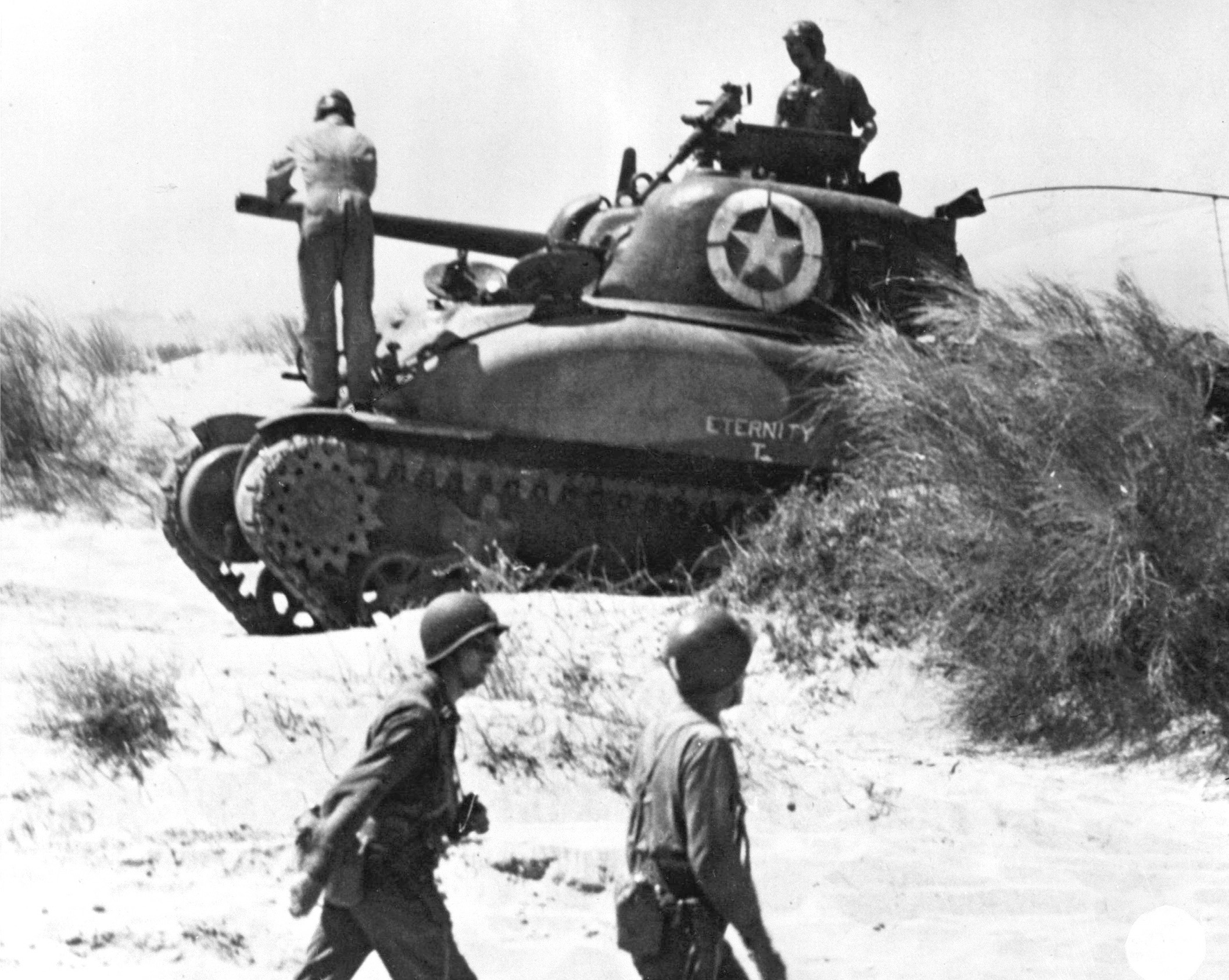
Un tanque estadounidense M4 Sherman en Sicilia durante los desembarcos.

Las fuerzas del Eje defendiendo Sicilia, bajo el mando del general Alfredo Guzzoni, consistían en aproximadamente 200 000 italianos y 60 000 alemanes; estas fuerzas incluyen unidades de élite como la 1.ª División de Panzer ''Hermann Göring'' y la 15.ª División de Panzergrenadier.
En la noche del 9 de julio, paracaidistas estadounidenses y británicos capturan varios puntos claves en Sicilia precediendo el desembarco masivo. Una compañía de la 1.ª División Británica de Paracaidistas captura el Ponte Grande pero los defensores del 385.º Batallón Costero y refuerzos del 75.º Regimiento del coronel Francisco Ronco de la División Napoli (general Giulio Porcinari) contraatacan y obligan a los paracaidistas británicos a rendirse; solo un pequeño número logra escapar con la llegada de refuerzos aliados. Los paracaidistas británicos mantendrían durante varias décadas que combatieron contra refuerzos alemanes por posesión del puente, cosa que no fue así.
A pesar de la superioridad aérea aliada, escuadrones de Stukas italianos penetran las cabezas de playa y hunden el destructor estadounidense USS Maddox y el buque hospital británico HM Talamba.
Varias unidades costeras italianas combaten con valor tal como el 429.º Batallón Costero del mayor Marco Rubellino (en la defensa de Gela), perdiendo el 45 % de sus hombres entre muertos o heridos. El Batallón Estadounidense de Rangers que ataca a los hombres de Rubellino pierde a su vez a varios hombres como resultado de las minas, ametralladoras y fuego de artillería de los defensores.
El 10 de julio, en las carreteras 115 y 117, el Grupo de Combate Blindado Niscemi con el apoyo de infantería de la División Livorno del general Domenico Chirieleison y la 155a Compañía de Motocicletas del Teniente Franco Girasoli contraatacan la cabeza de playa de Gela, sobrepasando a los Rangers adelantados. Como resultado de esa acción, los italianos estuvieron a punto de capturar al general estadounidense George Patton visitando a sus Rangers en Gela, pero los disparos del destructor USS Shubrick y el crucero USS Boise lo impidieron al destruir una columna de tanques y detener el ataque de la infantería.
Al amanecer del 10 de julio, los invasores aliados habían capturado el puerto de Licata, perdiendo casi 100 hombres entre muertos o heridos pertenecientes a la 3a División de Infantería estadounidense, que debió rechazar un contraataque del 538a Batallón de Defensa Costera.
Ese mismo día, un batallón de 18 tanques Renault R35 del Gruppo Mobile D del teniente coronel Massimo D'Andretta, con apoyo brindado de la infantería de la División Napoli, rompen las posiciones de avanzada del 6.º Batallón de la Infantería Ligera Durham, y cinco de los R35 alcanzan los suburbios Priolo y Floridia, en Siracusa.
En la noche del 10 al 11 de julio, los británicos, intentan capturar Augusta, pero el 246.º Batallón de Defensa Costera logra repeler la fuerza de desembarco de comandos, que son apoyados por tres destructores aliados.
El 11 de julio, a pesar de no presentarse en apoyo un batallón de tanques pesados Tiger de la División de Panzer Hermann Göring (del general Paul Conrath), el 3.º Batallón del coronel Dante Ugo Leonardi (del 34.º Regimiento de la Livorno), contraataca la cabeza de playa de Gela, capturando parte de la infantería adelantada.
Ese mismo día, el jefe de la 13a Brigada de Camisas Negras, general Enrico Francisci, es muerto conduciendo un contraataque blindado (Semoventes del Gruppo Tattico Venturi del coronel Alessandro Venturi) contra la 3a División de Infantería Estadounidense. Francisci es póstumamente condecorado con la Medalla de Oro al Valor Militar. 
El 12 de julio, la 246.º Brigada Costera junto con las divisiones Napoli y Livorno, y apoyadas por cazacarros Semovente, ocupan posiciones de retaguardia y cubren la retirada de la División Hermann Göring y del Kampfgruppe Schmalz del Ejército Alemán.
Ese mismo día, la 1a División Canadiense con la ayuda de tanques desaloja al 122.º Regimiento de Infantería Costera y captura el aeródromo de Pachino que había sufrido fuertes bombardeos aéreos.
No obstante, la 206.º División Costera del general Achille d'Havet contraataca a la Brigada de Servicio Especial del general Robert Edward Laycock en tanto las Camisas Negras que participan con el apoyo de unidades de mortero y antitanque, amenazan con desbordar a los comandos británicos y penetrar la cabeza de playa canadiense. Afortunadamente para los comandos británicos, una unidad canadiense de morteros pesados responde prontamente y quiebra la penetración italiana.
El 13 de julio, un batallón de comandos británicos al mando del teniente coronel John Durnford-Slater captura Ponte Malati, pero pierde su posesión cuando cazatanques Semovente del Batallón de Artillería Autopropulsada del teniente coronel Francesco Tropea, contraatacan apoyados por infantería del 372.º Batallón de Defensa Costera y la 53a Compañía de Motociclistas. Los invasores británicos sufren 28 muertos y 66 heridos, además de 59 prisioneros. El teniente coronel Tropea es muerto conduciendo el contraataque de los Semovente y gana póstumamente la Medalla de Plata al Valor Militar. Los incrédulos comandos británicos declararían más tarde que fueron derrotados por el 3.º Batallón de Fallschirmjäger apoyados por tanques camuflados Tiger del 504.º Batallón de Tanques de la División de Panzer Hermann Göring, cosa que no fue así.
Ese mismo día, el 8.º Ejército Británico captura Augusta, pero pierde rápidamente terreno cuando un batallón de la División Napoli contraataca y captura la Base Naval de la mencionada localidad. Mientras tanto, la 50a División Británica avanza por la Ruta 114 hacia Lentini-15 millas (24 km) al noroeste de Augusta, pero pronto se encuentra con la determinada resistencia de tanques R35 e infantería de la Napoli. La Historia Oficial Canadiense más tarde afirmaría erróneamente que los tanques enfrentados fueron tanques pesados Tiger de la División de Panzer Hermann Göring. En el avance, la 4a Brigada Blindada Británica desborda el puesto de mando de la Napoli y captura al general Giulio Porcinari y los oficiales de su Plana Mayor cerca de Vizzini. A las 6:45 p. m. del 14 de julio Lentini es finalmente despejado, tanto de obstáculos como de francotiradores italianos, lo que permite a los británicos reanudar el progreso al interior.
En la tarde, el 35.º Batallón de Bersaglieri del mayor Guido Moccia, contraataca a los Rangers avanzando cerca de Castrofilippo. El Batallón de Bersaglieri pierde a 200 hombres entre muertos, heridos o capturados durante el ataque, incluyendo al mayor Moccia (muerto al frente de sus hombres y póstumamente concedido la Medalla de Oro por Valor Militar). Continúa el avance aliado, pero el 73.º Regimiento de Bersaglieri, con la ayuda del 35.º y 160.º Batallón de Artillería de Defensa Costera, logra detener el avance estadounidense cerca del Río Naro.
El 14 de julio, 300 soldados de la 1.ª Brigada de Paracaidistas Británica capturan Ponte Primasole, pero se ven prontamente obligados a retirarse cuando el 2.º Batallón de Paracaidistas del mayor Vito Marciano, perteneciente al Décimo Regimiento Arditi, llega en camiones con ametralladoras y morteros. Los paracaidistas de Marciano y artilleros del 29.º Batallón de Artillería italiano luchan durante todo el día, lo que permite a la División de Fallschirmjäger llegar en números importantes y prolongar la acción durante la próxima semana. Esa noche, una unidad blindada italiana también entra en combate en apoyo a los paracaidistas alemanes y casi sobrepasa la Plana Mayor del 9.º Batallón Británico de la Infantería Ligera Durham.
El 16 de julio, la Regia Aeronautica ordena la evacuación de todas las unidades que quedan en las bases aéreas de Calabria y Apulia. Cerca de 160 aviones italianos se han perdido en la primera semana de la invasión, 57 de los cuales se pierden enfrentando a los cazas aliados y el fuego antiaéreo sobre las cabezas de playa, esto entre el 10 y 12 de julio. Ese mismo día, a pesar de la superioridad aérea y naval de los invasores, el portaaviones británico HMS Indomable es puesto fuera de acción en un ataque de bombarderos italianos y el submarino Dandolo deja fuera de acción al crucero británico HMS Cleopatra.
El 17 de julio, el avance estadounidense es frenado afuera de Agrigento, debido a la feroz resistencia de la 207.ª División de Defensa Costera del coronel Augusto De Laurentis. El 10.º Regimiento de Bersaglieri al mando del coronel Fabricio Storti obliga al 1.º Batallón y 3.º Batallón de Rangers del coronel William Darby, a luchar duramente por Agrigento, una ciudad de 34 000 habitantes. La resistencia es lo suficientemente dura para obligar a los atacantes combatir casa por casa, pero en la tarde del día siguiente, la ciudad cae en manos invasoras. Según el historiador estadounidense Samuel Eliot Morison, «Los italianos lucharon como verdaderos hombres por Agrigento».
En la noche del 17 de julio, el crucero italiano Scipione Africano barre del Estrecho de Messina, las lanchas torpederas británicas y comandos británicos infiltrados, hundiendo al torpedero MTB 316 y dañando seriamente al MTB 313.
El 19 de julio, el general Patton escribe en su diario de guerra sobre su frustración al ver que una semana y media después de la invasión, las formaciones italianas seguían combatiendo.
El 21 de julio, la 2.ª Division Blindada y la 2.ª División de Infantería estadounidenses soprepasan finalmente al Ragruppamento Schreiber, el 1.º Batallón Antitanque de Bersaglieri y varios escuadrones de Semoventes. Batallones de las Divisiones Aosta y Assietta agregadas a la retaguardia del Eje son también destruidas, pero las vanguardias de Patton sufren fuertes perdidas en la operación.
El 22 de julio, una retaguardia italiana tiende una emboscada al 504.º Regimiento de Infantería Paracaidista del teniente coronel William Yarborough que operaba cerca de Sciacca, provocando la sustitución del jefe del regimiento estadounidense.
El 31 de julio, dos divisiones de infantería estadounidenses (1.ª y 9.ª) atacan a su par italiana, la División Aosta (incluyendo la retaguardia de la Livorno especialmente formada para apoyar a la Aosta) y la 15.ª División Panzer que defendían Troina. Durante la semana siguiente, los alemanes e italianos defienden tenazmente sus posiciones. Durante la batalla, los defensores del Eje lanzan numerosos contraataques, con el 1.º Batallón del teniente coronel Giuseppe Gianquinto de la Aosta capturando 40 soldados estadounidenses.
Entre el 2 y 8 de agosto, el avance de la 3.ª División de Infantería estadounidense se frenó en buena parte gracias a la decidida resistencia de la División Assieta, que combatía en apoyo a la 29.ª División Panzergrenadier durante la defensa de San Fratello; los italianos estaban en la posición «más expuesta», proporcionando casi todo el apoyo requerido en la acción.
Mientras tanto, el almirante Pietro Barone y el general Ettore Monacci, lograron evacuar a 62 182 soldados italianos, 41 piezas de artillería y 227 vehículos de las fuerzas italianas restantes, merced en gran parte a la cobertura de 150 cañones antiaéreos italianos.
En la noche del 6 al 7 de agosto, la división alemana en San Fratello retrocedió sin informar de su decisión a la Assietta, lo que determinó que el enemigo capturase a la división italiana entera, tras los combates del día siguiente.
En las acciones finales de la Operación Husky, bombarderos italianos del 132° Gruppo atacan a barcos aliados en ruta a Sicilia, hundiendo en la noche del 15 al 16 de agosto el transporte de tanques LST-414, británico.

### Caída de Mussolini y armisticio

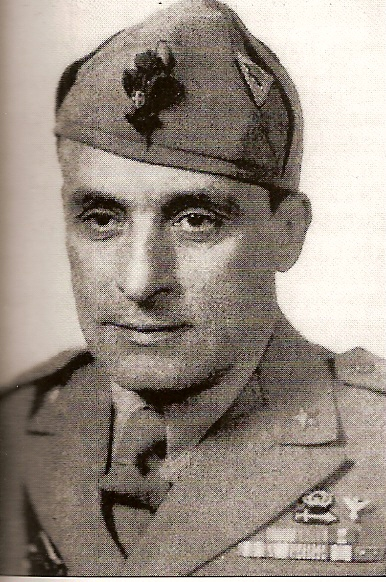
El general Giuseppe Castellano, representante del nuevo gobierno italiano en los tratos con los Aliados.

El 25 de julio, el Gran Consejo del Fascismo vota a favor de limitar el poder del dictador italiano Benito Mussolini y el control de las fuerzas armadas italianas pasan al rey Víctor Manuel III. Al día siguiente, Mussolini se reúne con el soberano y es detenido después de ofrecer su renuncia.
El 25 de julio de 1943, un nuevo gobierno, encabezado por el mariscal Pietro Badoglio y Víctor Manuel III, es anunciado oficialmente. Aunque declararon abiertamente que seguirían luchando al lado de los alemanes, las flamantes autoridades entablaron negociaciones secretas con los Aliados para defender Roma. El 3 de septiembre, se firma un armisticio secreto con el mando aliado en Sicilia. El mismo es anunciado públicamente el 8 de septiembre. Para entonces, los aliados ya habían desambarcado en la península italiana, pero los planes para desplegar la División de Infantería Aerotransportada 82 estadounidense afuera de Roma no se materializa.
El 9 de septiembre, paracaidistas alemanes atacan Monterotondo, al noreste de Roma, pero el 6.º Regimiento Fallschirmjäger sufre fuerte perdidas y los atacantes no logran capturar el Alto Mando en el Castillo de Orsini.
Entre el 9 y 10 de septiembre, la División Granatieri Di Sardegna, junto con el Cuerpo de Bersaglieri de Roma, se enfrentan con el ejército alemán en la capital italiana, lo que impide a varias unidades nazis tomar parte en la batalla de Salerno, y probablemente derrotar a los expuestos aliados en la cabeza de playa.
Durante la batalla, el rey Víctor Emmanuelle y el primer ministro Badoglio huyen de Roma y establecen su gobierno en Brindisi. Las Fuerzas Armadas Italianas sin sus líderes, permanecerán paralizados en gran parte sin órdenes superiores. No obstante, el 9 de septiembre, el crucero italiano Taranto, los destructores Maestrale, Corazziere, Nicole Zeno y FR 21 (ex destructor francés León) y las fragatas Antonio Cascino Procione son dinamitados en varios puertos para evitar que caigan en manos aliadas.

### Invasión de Córcega
Entre el 9 y 12 de septiembre de 1943, la División italiana Friuli contraataca y derrota al desembarco inicial alemán en la ciudad de Bastia.
La Batalla de Córcega dura desde el 9 de septiembre al 4 de octubre, y las divisiones Friuli y Cremona junto al destructor Aliseo y numerosas corbetas y naves de apoyo resisten exitosamente la invasión alemana, obligando finalmente a los invasores a abandonar Córcega y Cerdeña.

### Invasión de Cefalonia
Entre el 13 y 22 de septiembre de 1943, la División Aqui al mando del general Antonio Gandin (veterano del Frente Ruso, condecorado con la Cruz de Hierro) en la isla griega de Cefalonia, se niega a rendirse a los alemanes, hundiendo dos lanchas de desembarco, derribando un bombardero Stuka y capturando a 400 efectivos de montaña Gebirgsjaeger, antes de finalmente rendirse y ver a la mitad de sus hombres fusilados a sangre fría por los germanos. Alrededor de 1200 soldados de la Aqui, liderados por el capitán Renzo Appollonio, logran escapar y unirse a los partisanos griegos.
El 16 de octubre, los alemanes en Roma juntan a 1000 judíos italianos quienes son deportados a campos de concentración.

## Guerra civil
El 28 de septiembre de 1943, para sorpresa de la guarnición local de la SS bajo el mando del coronel Walter Schöll, la población civil de Nápoles, con la ayuda de los veteranos del Cuerpo de Bersaglieri de Roma, expulsan al batallón de la SS de la ciudad y derrotan a los refuerzos alemanes (Cuatro Días de Nápoles).
El 13 de octubre, el Gobierno del mariscal Badoglio declara la guerra a Alemania. Como contrapartida, en señal de lo que sucederá a lo largo del país, la División de Paracaidistas Nembo se une al Fallschirmjäger Korps desplegado alrededor de Roma.